# Ланцова вас
Ланцова вас (словен. Lancova vas) је насељено место у општини Видем, Подравска регија, Словенија.

## Историја
До територијалне реорганизације у Словенији било је у саставу старе општине Птуј.

## Становништво
У попису становништва из 2011. године, Ланцова вас је имало 555 становника.
| Број становника према пописима | Број становника према пописима | Број становника према пописима |
| ------------------------------ | ------------------------------ | ------------------------------ |
| 1991                           | 2002                           | 2011                           |
| 553                            | 492                            | 555                            |

Напомена: Године 1989. умањено за део насеља који је проглашен за самостално насеље Ланцова вас при Птују (Хајдина). Године 2005. повећано за део насеља Ланцова вас при Птују (Хајдина).